# Svedmyrabadet

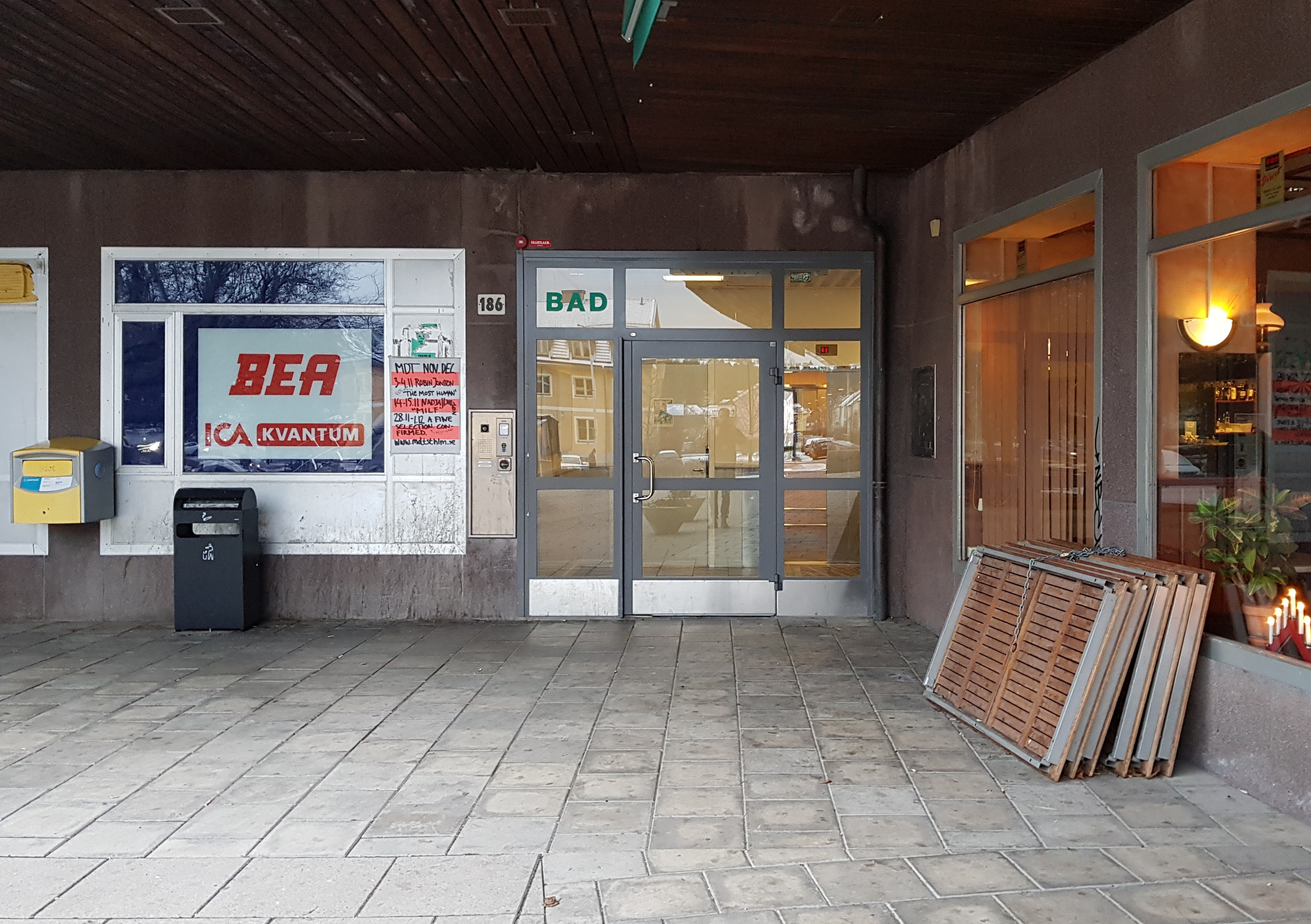
Entré till Svedmyrabadet.

Svedmyrabadet är ett inomhusbad vid Handelsvägen 186 i stadsdelen Gamla Enskede i södra Stockholm. Anläggningen drivs på entreprenad åt Stockholms stad. 
Badet invigdes år 1969. Numera är det främst anpassat till personer med funktionsnedsättning eller i behov av varmvattenträning. Badhusets bassäng har en temperatur på 32–34°C och utöver detta finns ett gym samt en torrbastu.  